# Australomimetus audax
Australomimetus audax là một loài nhện trong họ Mimetidae.
Loài này thuộc chi Australomimetus. Australomimetus audax được miêu tả năm 1929 bởi Hickman.